# Robinson’s Requiem
Robinson’s Requiem ist eine Mischung aus Überlebenssimulation und Computer-Rollenspiel, welche 1994 von Silmarils entwickelt und veröffentlicht wurde. Das Spiel erschien für MS-DOS, den Atari ST und den Amiga. Eine Atari-Jaguar-Version wurde am 30. Mai 2011 durch Songbird Productions mit Erlaubnis der ursprünglichen Entwickler veröffentlicht.

## Spielprinzip
Man steuert in diesem Spiel einen Planetenerforscher, einen sogenannten Robinson, dessen Aufgabe es ist, Planeten auf ihre Kolonialisierbarkeit zu untersuchen, indem sie selbst für einen längeren Zeitraum auf sich selbst gestellt dort überleben. Dieses Mal havarierte das Raumschiff mit weiteren 19 Erkundern und stürzte auf einem bisher unerforschtem Planeten ab. Das Spielziel ist nun, wieder von diesem Planeten zu entkommen.
Dazu bewegt man sich in Echtzeit durch eine 3D-Voxel-Landschaft (je nach Rechnerversion unterschiedlich gut dargestellt, es existiert eine AGA-Version für den Amiga), in welcher Sprite-NPCs unterwegs sind. Gesteuert wird die Hauptfigur durch eine Menüleiste im rechten Bildschirmabschnitt, die je nach Bedarf andere Funktionen hat, und ein einfaches, im Adventure-Stil gehaltenes Inventar im unteren Bildschirmbereich. Auseinandersetzungen mit anderen Erkundern oder feindlichen Lebensformen finden in Echtzeit in der aktuellen Darstellung statt.
Zu den Besonderheiten des Spieles zählt die hohe Simulationsdichte der Welt. Silmarils selbst warb damit, dass über 100 verschiedene Parameter beobachtet und ausgewertet werden. Das betrifft vor allem die eigene Figur, die man steuert. Neben alltäglichen Dingen wie Essen, Trinken und Schlaf muss man sich auch um medizinische Versorgung, korrekte Ausrüstung und eine vernünftige Umgebung kümmern. Vernachlässigt man einen dieser Parameter, begegnet man einem sehr komplexen Schadensmodell, welches sehr schnell zu fatalen Ergebnissen wie Amputationen (die man hier selbst durchführt), Blindheit (auch einseitig) und letztendlich dem Tod der Spielfigur führt. Das Spiel weist eine der höchsten bekannten Sterblichkeitsraten bei gleichzeitig größtmöglichem Ursachenumfang für einen virtuellen Tod auf.
Ein weiterer besonderer Aspekt ist die sehr grundlegende Simulationsdarstellung. Die meisten der vom Spiel beobachteten Parameter kann man durch eigene Maßnahmen beeinflussen. Zum Beispiel ist die Temperatur ein Merkmal, was bei zu hohen oder zu niedrigen Werten zu Schädigungen und Erkrankungen der Hauptfigur führen kann. Man hat jedoch die Möglichkeit, selbst Kleidung und Ähnliches herzustellen, um sich zu schützen. Hierbei gilt es aber, eine logische Reihenfolge einzuhalten. Das heißt, will man jagen, braucht man eine Waffe. Um eine Waffe zu bauen, braucht man Grundmaterialien. Die sammelt man ein, fertigt eine Waffe, fertigt Munition und jagt. Damit erhält man Grundmaterialien für Kleidung, Nahrung und so weiter.

## Nachfolger
Zwei Jahre nach Robinson’s Requiem veröffentlichte Silmarils einen Nachfolger, Deus. Es basierte auf derselben Grundidee (die Hauptfigur muss von einem feindlich gesinnten Planeten entkommen), ist jedoch optisch deutlich moderner aufbereitet. Aufgrund des hohen Frustfaktors im ersten Teil durch die sehr hohe Sterblichkeitsrate wird ein Arcade-Modus angeboten, in welchem ein Großteil der Simulationsparameter abgeschaltet wird, sodass bestimmte Todesarten wie Nahrungsmittelvergiftung oder Ähnliches nicht mehr existieren, sodass sich das Spiel eher wie ein Ego-Shooter als eine Simulation spielt. Alle anderen Grundideen, wie das schrittweise Zusammenbauen von Hilfsmitteln, die ständige Überwachung von Nahrung, Wasser, Temperatur und Ähnliches existierten weiterhin.